# Coptopteryx magna
Coptopteryx magna är en bönsyrseart som beskrevs av Giglio-tos 1915. Coptopteryx magna ingår i släktet Coptopteryx och familjen Mantidae. Inga underarter finns listade i Catalogue of Life.